# シエラレオネ大学

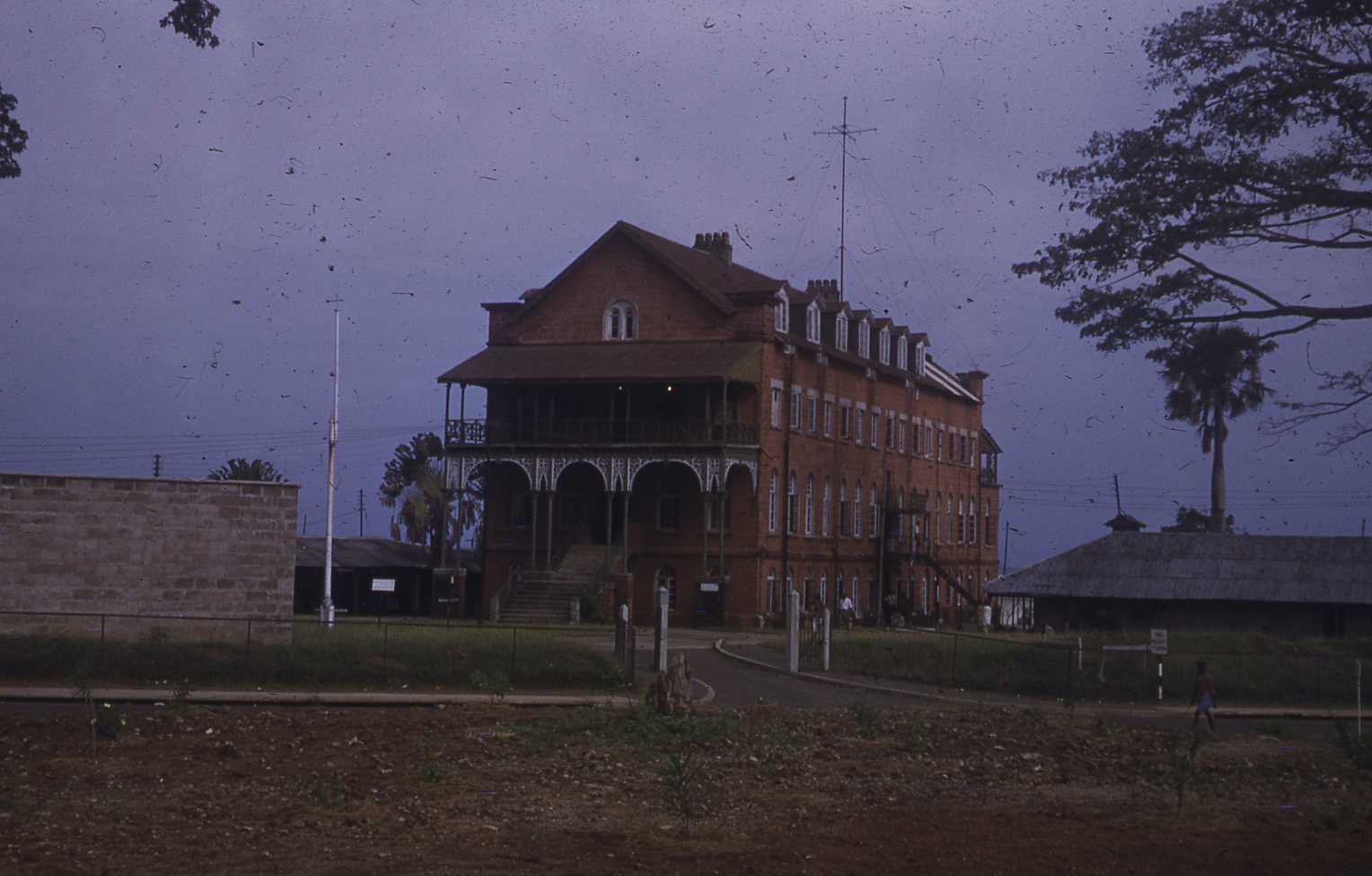
フォーラー・ベイ・カレッジの古い旧校舎の建物。1827年竣工。現在は廃墟

シエラレオネ大学（シエラレオネだいがく、University of Sierra Leone）は、シエラレオネにある単位制公立大学システムである。1827年2月にフォーラー・ベイに設立されたアフリカ最古の大学である。
2005年5月現在、シエラレオネ大学はフォーラー・ベイ・カレッジとンジャラ大学いう個別のカレッジから構成されている。
古いフォーラー・ベイ・カレッジの旧校舎の建物は内戦中の1990年代に使用を中止され、1999年に革命統一戦線 (RUF)が建物に火を放ち火災に見舞われ廃墟となってしまった。

## 歴史
この大学の起源は、シエラレオネ総督チャールズ・マッカーシーの支援を受けて、英国聖公会宣教協会が聖公会のミッションスクールとして設立したフォーラー・ベイ・カレッジである。西アフリカ初の司教となったサミュエル・アジャイ・クラウザーは、フォーラー・ベイ・カレッジの第1期生の一人である。
フォーラー・ベイ・カレッジはすぐに、イギリス領西アフリカで高等教育を受けようとするクリオやその他のアフリカ人を惹きつける存在となった。その中にはナイジェリア人、ガーナ人、コートジボワール人なども含まれ、卒業生は特に神学や教育の分野で活躍した。この大学は、西アフリカ初の西洋式大学である。植民地時代のフリータウンは、この大学への敬意を込めて「西アフリカのアテネ」と呼ばれていた。